# Lasioptera aeschynanthusperottetti
Lasioptera aeschynanthusperottetti är en tvåvingeart som beskrevs av Mani 1943. Lasioptera aeschynanthusperottetti ingår i släktet Lasioptera och familjen gallmyggor. Inga underarter finns listade i Catalogue of Life.